# Rénier de Rama
Rénier est un seigneur de Rama mort après 1148.
Il est fils de Baudouin, seigneur de Rama, et d'Étiennette de Naplouse, et succède à son père en 1138.
En 1144, il est témoin d'une charte du roi Baudouin III de Jérusalem, lequel accorde des privilèges à la léproserie Saint-Lazare de Jérusalem. En 1148, il fait une donation en faveur de la même léproserie pour le salut de son père, en présence de sa mère, de son épouse Isabelle et de ses neveux, Hugues, Baudouin et Balian Ibelin.
Son épouse Isabelle a donné naissance à un fils, Baudouin, cité en 1153, mais c'est son beau-frère Balian Ibelin qui lui succède.